# Емельяново (Южский район)
Емелья́ново — село в Ивановской области. Хотимльское сельское поселение Южского района.

## География
Село находится в северо-западной части Южского района, в 16 км к северо-западу от Южи (21,4 км по автодорогам). Емельяново находится на небольшой равнине, примыкающей с юга к реке Тезе. Понтонный мост через Тезу. Улицы Колхозная и Фрунзе.

## Население
| 1859 | 1905 | 2010 | 2014 |
| ---- | ---- | ---- | ---- |
| 226  | ↗229 | ↘122 | ↘99  |

На 01.01.2014 года, в Емельянове проживало 99 человек, из них трудоспособное население - 65 чел., пенсионеры - 22 чел., дети до 18 лет - 12 чел.

## Известные жители
Кузнецов, Николай Александрович — Герой Советского Союза